# هارمونی (گروه موسیقی هلندی)
هارمونی (به انگلیسی: Harmony) گروه موسیقی هلندی است.
آن‌ها نماینده هلند در یوروویژن ۱۹۷۸ بودند.